# 白卡利特瓦區

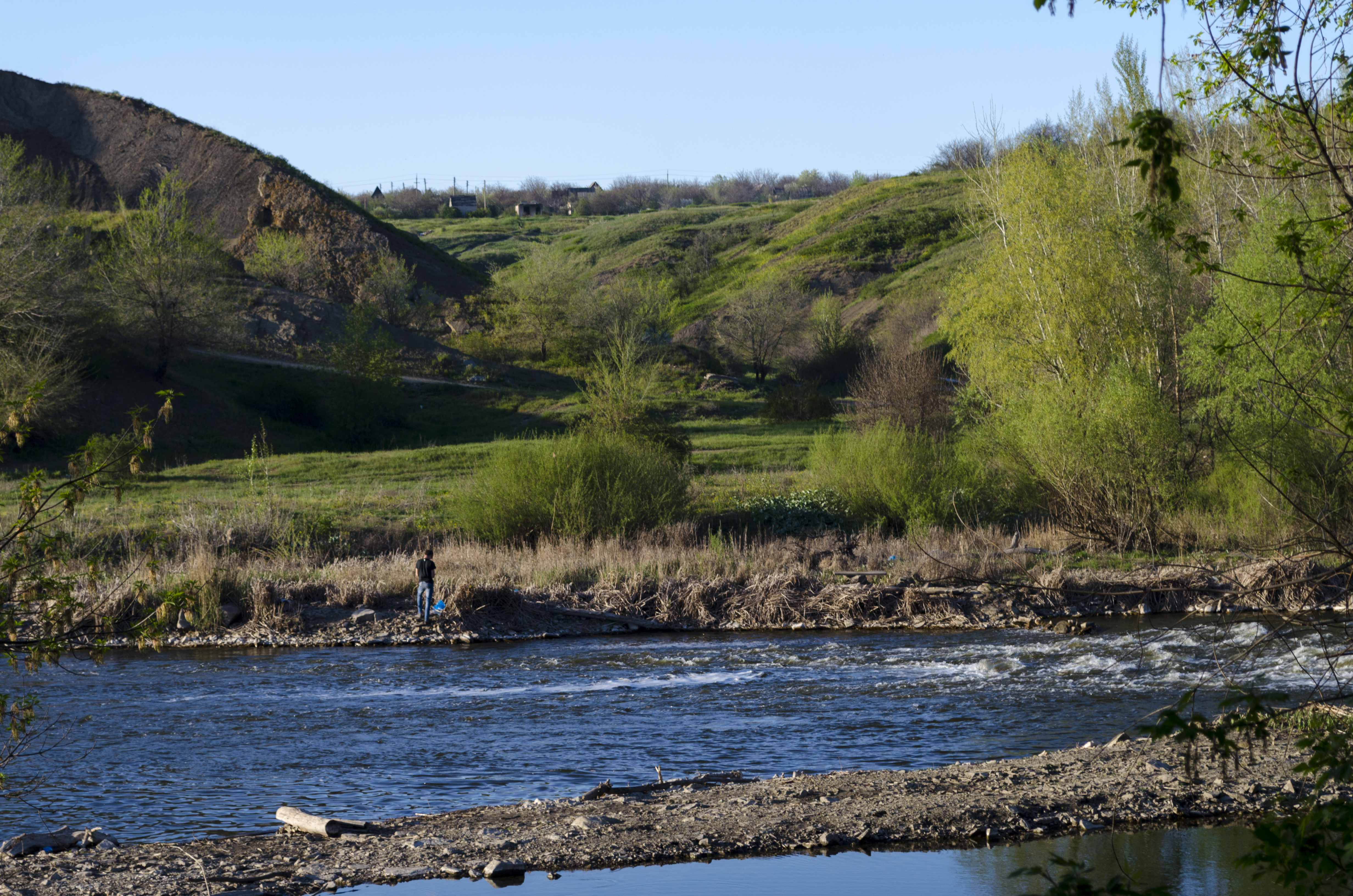

48°10′N 40°47′E / 48.167°N 40.783°E
白卡利特瓦區（俄語：Белокалитвинский райо́н）是俄羅斯的一個區，位於該國西南部，由羅斯托夫州負責管轄，面積2,649.8平方公里，2010年人口102,039，人口密度每平方公里38.51人。